# فهرست اجرام شارپلس
فهرست شارپلس (به انگلیسی: Sharpless catalog) فهرستی از ۳۱۳ منطقه اچ ۲ یا سحابی‌های گسیلشی است که قرار بود برای میلهای شمالی‌تر از ° ۲۷ - کامل باشد. (این فهرست برخی از سحابی‌های جنوبی‌تر را هم دربردارد) نخستین ویرایش این فهرست ابتدا در سال ۱۳۳۲ خورشیدی (۱۹۵۳ میلادی) با ۱۴۲ جرم منتشر شد (به نام SH1) و استوارت شارپلس، اخترشناس آمریکایی، ویرایش دوم و نهایی آن را در سال ۱۳۳۸ خورشیدی منتشر کرد. شارپلس برخی از سحابی‌های سیاره‌نما و بقایای ابرنواختری را نیز به مناطق اچ ۲ اضافه کرد.

## تاریخچه
در سال ۱۳۳۲ خورشیدی استوارت شارپلی به اعضای رصدخانه ایستگاه فلگ‌استف نیروی دریایی ایالات متحده پیوست. او در آنجا با استفاده از عکس‌های پیمایش آسمان پالومار مناطق اچ ۲ در راه‌شیری را فهرست کرد. شارپلس با این کار فهرست خود از مناطق اچ ۲ را در دو ویرایش منتشر کرد.